# Chalid ibn Barghasch

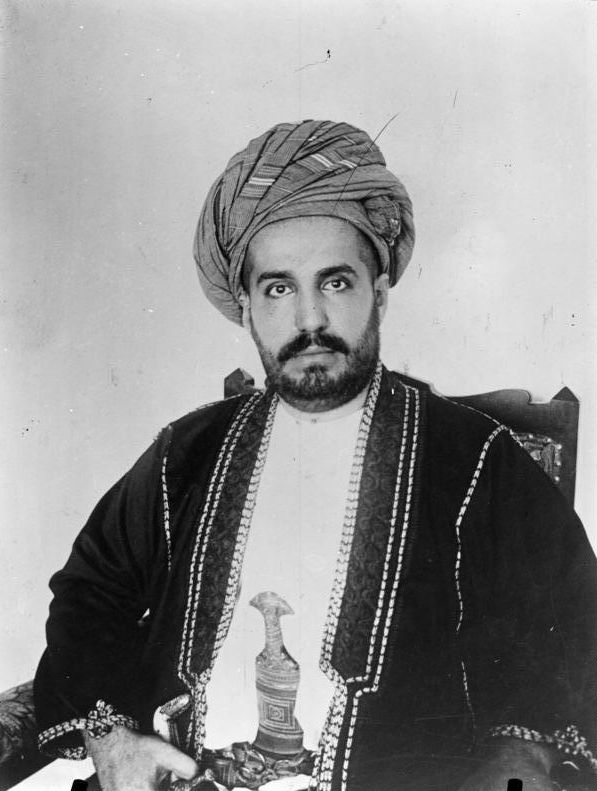
Sayyid Khalid ibn Barghash (nach 1906)

Sayyid Chalid bin Barghasch al-Busaidi (* 1874 in Sansibar; † 1927 in Mombasa, Kenia; arabisch خالد بن برغش البوسعيد, DMG Ḫālid b. Barġaš al-Busaʿīdī; auch Khalid ibn Barghash) war der Sohn des Sultans Barghasch ibn Said von Sansibar und im August 1896 für drei Tage selbst Sultan. Als einziger Feudalherrscher Sansibars hatte er versucht, die britische Kolonialmacht zu stürzen.

## Leben
Nach dem Tod seines Onkels Ali ibn Said hatte Chalid schon 1893 erstmals versucht, die Macht im Sultanspalast zu übernehmen. Sansibar stand seit 1890 unter britischem Protektorat, Chalid war als entschiedener Gegner der Briten bekannt. Daher wurde er vom britischen Konsul mithilfe britischer Marinesoldaten verhaftet, und die Briten bestimmten stattdessen einen omanischen Vertreter der Said-Dynastie, Alis Neffen Hamid ibn Thuwaini ibn Said, zum neuen Sultan. Hamid war Chalids Cousin und Schwager, er war mit Chalids Schwester Nunu verheiratet. Als auch Hamid 1896 unerwartet starb, wurde Chalid verdächtigt, ihn vergiftet zu haben.
Am 25. August 1896 besetzte Chalid mit 60 Mann den Palast und die Festung der Hauptstadt und proklamierte sich selbst zum Sultan, was zum kurzen, für das ostafrikanische Nationalbewusstsein aber traumatischen Britisch-Sansibarischen Krieg führte. Hinter dem Umsturzversuch steckte offensichtlich das Deutsche Reich, nach dem Beschuss und der Plünderung Sansibars durch britische Truppen floh Chalid am 27. August 1896 in das deutsche Konsulat. Neuer Sultan wurde stattdessen ein anderer Cousin Chalids, der omanische Prinz Hammud ibn Muhammad ibn Said.
Trotz britischen Protests gewährte das Deutsche Reich Chalid Asyl und verbrachte ihn heimlich an Bord der Seeadler auf das ostafrikanische Festland. Er erhielt eine monatliche Pension von 500 Rupien und eine Unterkunft im Haus des Fotografen Carl Vincenti in Daressalam. In den nur wenige Jahre zuvor von Sansibar an die Deutsch-Ostafrikanische Gesellschaft bzw. das Reich abgetretenen Gebieten unterstützte Chalid nun die kaiserliche Kolonialverwaltung Deutsch-Ostafrikas und residierte fortan in Daressalam. Die deutsche Kolonialmacht zog daraus beträchtlichen Nutzen, da Chalid einen beruhigenden Einfluss auf die seit dem „Araberaufstand“ unzufriedenen aristokratischen Oberschichten der Küstenzone ausübte.
Bei Beginn des Ersten Weltkriegs zwischen Deutschland und Großbritannien war Chalid zunächst Faustpfand und deutscher Kandidat für eventuelle Umsturzpläne gegen den seit 1911 in Sansibar regierenden Sultan Chalifa ibn Harb, geriet jedoch beim Fall Daressalams 1916 in britische Gefangenschaft.
Die Briten verbannten ihn zunächst auf die vor der ostafrikanischen Küste liegenden Seychellen, dann noch weiter weg auf die Atlantikinsel St. Helena, dort blieb er von 1917 bis 1921. Schließlich durfte er 1925 nach Ostafrika, nicht jedoch nach Sansibar zurückkehren und verstarb 1927 in Mombasa, das bis 1888 ebenfalls zum Sultanat Sansibar gehört hatte.